# Scapheremaeus fimbriatus
Scapheremaeus fimbriatus är en kvalsterart som först beskrevs av Michael 1890.  Scapheremaeus fimbriatus ingår i släktet Scapheremaeus och familjen Cymbaeremaeidae. Inga underarter finns listade i Catalogue of Life.